# مجتبی هاشمی‌نسب
مجتبی هاشمی‌نسب (زادهٔ ۲۸ مهر ۱۳۸۴) بازیکن فوتبال اهل ایران است که در پست وینگر چپ برای باشگاه فوتبال شهرداری نوشهر به صورت قرضی بازی می‌کند.

## دوران باشگاهی

### سال‌های اولیه
هاشمی‌نسب فوتبالش را در خوزستان شروع کرد و در ۱۲ سالگی به تیم نونهالان استقلال کرج پیوست و او بعد از دو سال بازی برای این تیم در تست تیم نونهالان استقلال تهران قبول می‌شود و به آکادمی باشگاه استقلال پیوست. وی بعد از بازی در تیم نونهالان استقلال، حضور در تیم‌های نوجوانان، جوانان و امید این باشگاه را تجربه کرده و در همه رده‌های پایه استقلال سابقه کاپیتانی دارد.

### استقلال
در فصل ۰۴–۱۴۰۳ پس از مشکلات استقلال در کمبود بازیکن و درخواست پیتسو موسیمانه به تمرینات تیم بزرگسالان منتقل شد و در دیدار استقلال با مس رفسنجان پس از مصدومیت گائل کاکوتا به زمین مسابقه آمد و اولین بازی خود برای باشگاه استقلال انجام داد.

## آمار باشگاهی
| باشگاه        | دسته          | فصل           | لیگ  | لیگ | جام حذفی | جام حذفی | آسیا | آسیا | سوپر جام | سوپر جام |
| باشگاه        | دسته          | فصل           | بازی | گل  | بازی     | گل       | بازی | گل   | بازی     | گل       |
| ------------- | ------------- | ------------- | ---- | --- | -------- | -------- | ---- | ---- | -------- | -------- |
| استقلال       | لیگ برتر      | ۲۰۲۴–۲۰۲۵     | ۱    | ۰   | ۰        | ۰        | ۰    | ۰    | ۰        | ۰        |
| مجموع استقلال | مجموع استقلال | مجموع استقلال | ۱    | ۰   | ۰        | ۰        | ۰    | ۰    | ۰        | ۰        |
| مجموع آمار    | مجموع آمار    | مجموع آمار    | ۱    | ۰   | ۰        | ۰        | ۰    | ۰    | ۰        | ۰        |

## افتخارات

### استقلال
- جام حذفی
  - قهرمان (۱): ۰۴–۱۴۰۳